# Everyone's Hero
Everyone's Hero là một bộ phim hoạt hình máy tính của Mỹ năm 2006 do Colin Brady, Christopher Reeve và Daniel St. Pierre đạo diễn. Với sự tham gia lồng tiếng của Jake T. Austin, Rob Reiner, William H. Macy, Brian Dennehy, Raven-Symoné, Robert Wagner, Richard Kind, Joe Torre, Dana Reeve, Mandy Patinkin, Forest Whitaker và Whoopi Goldberg.

## Lồng tiếng
- Jake T. Austin vai Yankee Irving
- Rob Reiner vai Screwie
- Whoopi Goldberg vai Darlin
- William H. Macy vai Lefty Maginnis
- Mandy Patinkin vai Stanley Irving
- Raven-Symoné vai Marti Brewster
- Forest Whitaker vai Lonnie Brewster
- Dana Reeve vai Emily Irving
- Robert Wagner vai Mr. Robinson
- Brian Dennehy vai Babe Ruth